# Kīranūr (ort i Indien, Dindigul)
Kīranūr är en ort i Indien.   Den ligger i distriktet Dindigul och delstaten Tamil Nadu, i den södra delen av landet, 2 000 km söder om huvudstaden New Delhi. Kīranūr ligger 282 meter över havet och antalet invånare är 6 487.
Terrängen runt Kīranūr är platt. Runt Kīranūr är det tätbefolkat, med 369 invånare per kvadratkilometer. Närmaste större samhälle är Palani, 16,0 km söder om Kīranūr. Trakten runt Kīranūr består till största delen av jordbruksmark.